# Charlie Weasley
Charlie Weasley je izmišljen lik iz serije fantazijskih romanov o Harryju Potterju britanske pisateljice J. K. Rowling. Je sin Arthurja in Molly Weasley.
Obiskoval je Bradavičarko, pripadal pa je Gryfondomu. Na Bradavičarki je bil predstavnik študentov in kapetan gryfondomske ekipe quidditcha, v kateri je bil legendarni iskalec. Zatem se je odpravil v Romunijo, kjer zdaj preučuje zmaje.
V prvi knjigi je odpeljal Hagridovega zmaja Norberta, v četrti knjigi pa je bil del ekipe, ki je za Trišolski turnir na Bradavičarko pripeljala zmaje.